# Tensón
La tensón (en gallego, tenzón; en portugués, tenção; en provenzal, tençon; en catalán, tençó) es un subgénero de la lírica medieval trovadoresca en que aparecen las críticas mutuas entre juglares y trovadores o entre trovadores. La temática puede ser variada, desde temas amorosos, la forma de hacer poesía, etc.

## Lírica galaicoportuguesa
La tensón es un género menor de las cantigas de escarnio. Es una cantiga de carácter dialogado en que, generalmente, uno de los dos interlocutores habla en una estrofa y otro en la siguiente. En el Arte de Trobar se dice que las tensones pueden ser de amor, de amigo o de escarnio, pero hoy se tiende a hablar de tensones como una variedad de las cantigas de escarnio y maldecir.
El diálogo se establece entre un trovador y un juglar, con el consiguiente interés de la diferencia social y cultural que podían presentar. El primero que interviene elige el argumento, el otro debe responder ateniéndose al mismo esquema métrico y rítmico. Hay, pues, una tendencia a la ridiculización pública y son una interesante crónica de la vida y la sociedad de la época.
Se conservan treinta tensones galaicoportuguesas: 28 son burlescas y sólo dos son de amor. Este género tuvo su apogeo en la época de Alfonso X el Sabio, ya que casi todas corresponden al periodo de entre 1250 y 1280.